# BlackArch
BlackArch est une distribution orientée cybersécurité basée sur Arch Linux. Cette distribution cible les utilisateurs expérimentés et a été conçue spécialement pour les techniciens en cybersécurité. 
BlackArch propose ainsi plus de 2800 outils pour la cybersécurité, en plus de quelques scripts d'installation et de pré-configuration destinés à certains logiciels largement utilisés (pour Vim par exemple) disponibles sur son dépôt GitHub.

## Utilisation
Une fois la procédure d'installation officielle suivie dans son intégralité, BlackArch est comparable à Parrot OS (en) ou Kali Linux. Cependant, une différence critique entre les autres distributions et BlackArch est que BlackArch ne fournit pas un environnement de bureau mais fonctionne avec de nombreux gestionnaires de fenêtres préconfigurés. Semblable à Kali et Parrot, BlackArch peut être gravé sur une image ISO et exécuté en mode live.

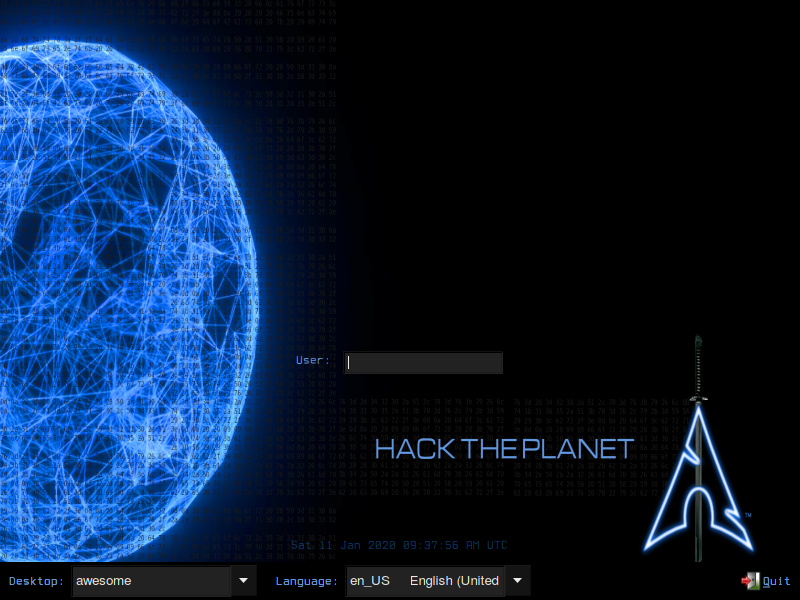
interface de connexion (par défaut)

## Paquets
Les paquets sont organisés par groupe. Via une simple ligne de commande, l'ensemble des paquets d'un groupe peuvent être installée. Il existe plus d'une dizaine de groupe. Il est évidemment possible de n'installer qu'un seul paquet sans avoir à installer le groupe de programme au complet.
Le nombre de paquets présents dans l'OS en font un système particulièrement modulaire. Il peut ainsi s'adapter à tout type de situation matérielle et peut être utilisé pour un déploiement dans un environnement spécifique. Le gestionnaire de paquets pacman est conçu pour une mise à jour régulière du système et des applications.